# 김동원 (프로게이머)
김동원(1991년 4월 16일 ~ )은 대한민국의 Axiom 팀 소속 스타크래프트 II 프로게이머이다. Ryung라는 아이디를 쓰며 종족은 테란이다.
2009년 하반기 드래프트에서 위메이드 폭스의 3차 지명으로 입단하였다.
2010년 7월 웨이버 공시가 되면서 사실상 은퇴하였다.
2010년 스타크래프트 II 출시 이후 Prime에 입단하여 스타크래프트 II 프로게이머로 전향하였다.
이후 슬레이어즈로 이적하였고 2012년 10월 슬레이어즈에서 Axiom으로 이적했다.
2015년 10월 16일 Axiom의 해체로 무소속 신분이 되었다.
2015년 10월 21일 이탈리아 프로게임단인 Team Extreme Supremacy 입단을 공식 발표했다.
2016년 1월 19일 MVP로의 이적을 공식 발표했다.

## 주요 성적
- 2011 LG 시네마 3D, 인텔코리아 글로벌 스타크래프트 II 리그 May Code A 4강
- 2011 LG 시네마 3D, 인텔코리아 슈퍼 토너먼트 8강
- 2011 팹시콜라 글로벌 스타크래프트 II 리그 July Code A 16강
- 2011 팹시콜라 글로벌 스타크래프트 II 리그 Aug. Code S 8강
- 2011 소니 에릭슨 글로벌 스타크래프트 II 리그 Oct. Code S 16강
- 2011 소니 에릭슨 글로벌 스타크래프트 II 리그 Nov. Code S 32강
- 2012 핫식스 2012 글로벌 스타크래프트 II 리그 시즌 1 Code A 12강
- 2012 핫식스 2012 글로벌 스타크래프트 II 리그 시즌 2 Code S 32강
- 2012 무슈제이 2012 글로벌 스타크래프트 II 리그 시즌 3 Code S 16강
- 2012 핫식스 2012 글로벌 스타크래프트 II 리그 시즌 4 Code S 32강
- 2012 핫식스 2012 글로벌 스타크래프트 II 리그 시즌 5 4강
- 2013 핫식스 2013 글로벌 스타크래프트 II 리그 시즌 1 Code S 32강
- 2013 WCS 아메리카 시즌 1 프리미어리그 4강 (2013 WCS 시즌 1 파이널 진출)
- 2013 WCS Season1 TG삼보-Intel Finals 16강
- 2013 WCS 아메리카 시즌 2 프리미어리그 16강
- 2013 WCS 아메리카 시즌 2 챌린저리그 16강
- 2013 DreamHack Open: Bucharest 32강
- 2013 WCS 아메리카 시즌 3 챌린저리그 40강
- 2014 WCS 코리아 시즌 1 핫식스 글로벌 스타크래프트 II 리그 코드 A 48강
- 2014 DreamHack Open: Bucharest 16강
- 2014 DreamHack Open: Stockholm 16강
- Copenhagen Games Spring 2015 4강
- 2015 스베누 글로벌 스타크래프트 II 리그 시즌 2 코드 A 48강
- HomeStory Cup XI 16강
- 2015 DreamHack Open: Valencia 32강
- Ting Open 8강
- 2016 핫식스 글로벌 스타크래프트 II 리그 시즌 2 코드 S 8강
- IEM Season XI - World Championship 12강
- 2017 핫식스 글로벌 스타크래프트 II 리그 시즌 1 코드 S 4강
- GSL Super Tournament 시즌 1 16강
- 2017 핫식스 글로벌 스타크래프트 II 리그 시즌 2 코드 S 32강
- 2017 핫식스 글로벌 스타크래프트 II 리그 시즌 3 코드 S 32강
- GSL Super Tournament 시즌 2 16강
- IEM Season XII - World Championship 24강
- 2018 글로벌 스타크래프트 II 리그 시즌 2 코드 S 32강
- 2018 글로벌 스타크래프트 II 리그 시즌 3 코드 S 32강